# 앤서니 렌던
앤서니 마이클 렌던(Anthony Michael Rendon, 1990년 6월 6일 ~ )는 미국의 야구 선수이자 메이저 리그 베이스볼에 소속되어 있는 로스앤젤레스 에인절스 오브 애너하임의 선수이다.

## 생애

### 메이저 리그 이전
라이스 대학교시절에는 첫시즌부터 .388의 타율과 20개의 홈런, 77개의 타점, 1,170의 OPS라는 괴물같은 성적을 기록했으며, 2번째 시즌에서는 .394의 타율과 26개의 홈런, 85개의 타점, 1.340의 OPS라는 전시즌보다 더 괴물같은 성적을 기록했다. 그 결과, 2011년의 드래프트에서 1라운드 지명이 확실시 되는 것처럼 보였다. 3번째 시즌에서는 발목과 어깨부상으로 인해 지명타자로 출장하였으며, 부상으로 인해 타격성적도 많이 떨어졌다. 드래프트 이전에 부상으로부터 완전한 회복을 선언하였지만, 스카우트들 사이에서는 이미 불안한 목소리가 있었다.
그렇게 맞이만 2011년 6월의 MLB드래프트에서는 부상이 있어도 1라운드 전체 6위로 워싱턴 내셔널스에게 지명됐다. 워싱턴 내셔널스의 마이크 리조GM은 "설마 이 순위에서 그를 지명할 수 있다고는 생각하지도 못했다."라고 말했다. 그리고 8월 15일에 4년 총액 720만 달러에 계약하며 입단했다.

### 워싱턴 내셔널스
2013년 4월 21일에 메이저 리그에 데뷔하였고 주전 2루수로 낙점되었다.
2014년에는 2루수로서 시즌을 맞이하였지만, 팀의 주포인 라이언 짐머맨이 오른손 엄지손가락 부상으로 이탈하자 3루수로 기용되었다.
이후 2018년까지 포스트시즌에서 실패를 맛보다가 2019년 자신의 고향팀인 휴스턴 애스트로스를 상대로 월드시리즈에서 맹활약을 펼치며 팀 창단 50년만이자 워싱턴 연고팀으로 95년만의 우승에 크게 기여했다.

### 로스앤젤레스 에인절스 오브 애너하임
2019년 7년 2억 4500만 달러를 조건으로 로스앤젤레스 에인절스 오브 애너하임로 이적했다.

## 수상 경력
- 실버슬러거 (2014년)
- 월드시리즈 우승 (2019년)

## 연도별 타격 성적
| 연 도     | 소 속     | 경 기 | 타 석 | 타 수 | 득 점 | 안 타 | 2 루 타 | 3 루 타 | 홈 런 | 루 타 | 타 점 | 도 루 | 도 루 자 | 희 생 번 | 희 생 플 | 볼 넷 | 고 4 | 사 구 | 삼 진 | 병 살 타 | 타 율 | 출 루 율 | 장 타 율 | O P S |
| --------- | --------- | ----- | ----- | ----- | ----- | ----- | ------- | ------- | ----- | ----- | ----- | ----- | -------- | -------- | -------- | ----- | ---- | ----- | ----- | -------- | ----- | -------- | -------- | ----- |
| 2013년    | WSH       | 98    | 394   | 351   | 40    | 93    | 23      | 1       | 7     | 139   | 35    | 1     | 1        | 2        | 5        | 31    | 3    | 5     | 69    | 7        | .265  | .329     | .396     | .725  |
| 2014년    | WSH       | 153   | 683   | 613   | 111   | 176   | 39      | 6       | 21    | 290   | 83    | 17    | 3        | 2        | 5        | 58    | 2    | 5     | 104   | 11       | .287  | .351     | .473     | .824  |
| 2015년    | WSH       | 80    | 355   | 311   | 43    | 82    | 16      | 0       | 5     | 113   | 25    | 1     | 2        | 0        | 4        | 36    | 0    | 4     | 70    | 8        | .264  | .344     | .363     | .707  |
| 2016년    | WSH       | 156   | 647   | 567   | 91    | 153   | 38      | 2       | 20    | 255   | 85    | 12    | 6        | 0        | 8        | 65    | 2    | 7     | 117   | 5        | .270  | .348     | .450     | .797  |
| 2017년    | WSH       | 147   | 605   | 508   | 81    | 153   | 41      | 1       | 25    | 271   | 100   | 7     | 2        | 0        | 6        | 84    | 6    | 7     | 82    | 7        | .301  | .403     | .533     | .937  |
| 2018년    | WSH       | 136   | 597   | 529   | 88    | 163   | 44      | 2       | 24    | 283   | 92    | 2     | 1        | 0        | 8        | 55    | 5    | 5     | 82    | 5        | .308  | .374     | .535     | .909  |
| 2019년    | WSH       | 146   | 646   | 545   | 117   | 174   | 44      | 3       | 34    | 326   | 126   | 5     | 1        | 0        | 9        | 80    | 8    | 12    | 86    | 13       | .319  | .412     | .598     | 1.010 |
| 통산：7년 | 통산：7년 | 916   | 3927  | 3424  | 571   | 994   | 245     | 15      | 136   | 1677  | 546   | 45    | 16       | 4        | 45       | 409   | 26   | 45    | 610   | 56       | .290  | .369     | .490     | .859  |

- 2019시즌 종료 기준.
- 각년도의 굵은 글씨는 리그 최고.